# Курсе (Па де Кале)
Курсе (фр. Courset) насеље је и општина у североисточној Француској у региону Север-Па д Кале, у департману Па де Кале која припада префектури Булоњ сир Мер.
По подацима из 2011. године у општини је живело 492 становника, а густина насељености је износила 48,05 становника/km². Општина се простире на површини од 10,24 km². Налази се на средњој надморској висини од 118 метара (максималној 209 m, а минималној 121 m).

## Демографија
| 1962. | 1968. | 1975. | 1982. | 1990. | 1999. | 2011. |
| ----- | ----- | ----- | ----- | ----- | ----- | ----- |
| 321   | 338   | 363   | 334   | 365   | 396   | 492   |

График промене броја становника у току последњих година